# 1998年2月26日日食
1998年2月26日日食是一次日全食，發生於1998年2月26日。新月當天（即朔日），地球上觀測到月球和太阳的角距離極小，此時月球如果恰好在月球交點附近，穿過太阳和地球之間，與地球、太阳接近一直線，則會出現日食。月球本影接觸地表而使該區域完全得不到陽光，就會形成日全食，同時在本影兩側數千公里的半影範圍內遮擋部分陽光，形成日偏食。此次日全食經過了厄瓜多尔科隆群岛、巴拿马、哥伦比亚、委內瑞拉、阿鲁巴、荷属安的列斯、蒙哲臘、瓜德罗普、安提瓜和巴布达，日偏食則覆蓋了西起太平洋東部、東至大西洋東北岸、包含美洲中部的廣大區域。

## 日食概況

### 出現區域
馬克薩斯群島西北約720公里處的太平洋洋面在日出時最先看到日全食，隨後月球本影向東跨過太平洋，經過科隆群岛西北部後在哥伦比亚馬爾佩洛島西北約150公里處的海面達到最大食分。此後本影繼續向東北劃過南美洲西北端、加勒比海、背风群岛，最終在日落時分結束於拉帕爾馬島西北約150公里處的北大西洋洋面。其中，本影共覆蓋了一個主權國家首都——安提瓜和巴布达聖約翰斯，及四个地區首府——阿魯巴奥拉涅斯塔德、荷属安的列斯威廉斯塔德（今库拉索首府）、蒙哲臘普利茅斯、瓜德罗普巴斯特爾。
本影覆蓋的陸地包括：
- 科隆群岛：伊莎貝拉島北部、平塔島、馬切納島；
- 巴拿马：達連省南半部、恩貝拉-沃內安特區西南部分除西北角外的絕大多數地區及東北部分的南半部；
- 哥伦比亚：喬科省北部、安蒂奧基亞省西北部、科爾多瓦省除極西北部沿海和東南部外的大部、蘇克雷省除南北兩端外的大部、玻利瓦尔省中部偏北、马格达莱纳省中南部、塞薩爾省北半部、瓜希拉省東南半部；
- 委内瑞拉共和国：蘇利亞州北部、法爾孔州西北部；
- 阿鲁巴全境；
- ：库拉索除東南端外的大部、波奈極西北角的極小區域（今分屬解體後的库拉索和波奈）；
- 全境；
- ：巴斯特爾島除東南海岸外的絕大部分、格朗德特尔岛、拉代西拉德島及緊鄰上述地區的小島；
- 安地卡及巴布達：雷東達島、安地卡島及其緊鄰小島。[3][4]

除了狹窄的全食帶內能看見日全食之外，月球半影覆蓋範圍內都能看到日偏食，包括大洋洲玻里尼西亞東半部，北美洲的整個中美洲、美国東南半部、加拿大東部、圣皮埃尔和密克隆、格陵兰南端，南美洲巴西北半部及其以北諸國、厄瓜多尔、秘鲁、智利北端、玻利維亞除東南邊境外的大部，欧洲的冰岛西南部、伊比利亚半岛西部，非洲的北非西部和西非西部。

### 基本參數
- 類型：日全食
- 食甚中心處（位於哥伦比亚馬爾佩洛島西北約150公里的東太平洋）資料：
  - 時間：1998年2月26日17:28:23.6
  - 地點：4°43.5′N 82°43.4′W / 4.7250°N 82.7233°W
  - 食分：1.0441（全食帶內最大）
  - 日全食持續時間：4分8.5秒

## 觀測
杰伊·帕萨乔夫教授率領的美国威廉姆斯学院觀測隊在阿鲁巴島觀測了此次日全食，研究日冕的快速震盪、日冕溫度等，並記錄了日冕和其他日面圖像光譜的可見光和紅外部分，還用與太陽和太陽圈探測器上相同的綠色濾鏡拍攝日冕，以供探測器校準。美国国家航空航天局戈达德太空飞行中心天體物理學家弗雷德·埃斯佩纳克也在阿鲁巴觀測了日全食。在阿鲁巴島上，日食開始過程中雲層逐漸聚集，還下了一段時間的雨，這是該島6個月以來的首次降水，後來天空逐漸放晴，全食階段的觀測獲得成功。此外，島上的風速也往往在30節以上。
林顿·约翰逊太空中心的觀測隊在库拉索島觀測了日全食。日食當天上午，當地出現了4個月來的首次降雨，但其後逐漸放晴，在全食階段，天空完全晴朗，可以看到日冕的東西方向更寬，在太阳的兩極還有盔狀流。

## 流行文化
日本製片人釣崎清隆執導、拍攝於哥倫比亞、2001年發行的殘酷紀錄片《死亡化妝師奧羅斯科》中，展示了哥倫比亞看到的日全食的簡短場景。

## 相關的日食

### 1997-2000年的日食
月球交替位於相對的月球交點時，以半個交點年（食年），即約177天又4小時間隔出現下列日食。
| 日食列表  |           |           |           |           |           |           |           |           |           |           |           |
| 1997-2000 | 2000-2003 | 2004-2007 | 2008-2011 | 2011-2014 | 2015-2018 | 2018-2021 | 2022-2025 | 2026-2029 | 2029-2032 | 2033-2036 | 2036-2039 |

| 降交點                                                         | 降交點                  |                  | 升交點                   | 升交點 |
| 沙羅周期                                                       | 地圖                    | 沙羅周期         | 地圖                     |        |
| 120 俄罗斯赤塔的日全食                                         | 1997年3月9日 全食       | 125              | 1997年9月2日 偏食（南）  |        |
| 130                                                            | 1998年2月26日 全食      | 135              | 1998年8月22日 環食       |        |
| 140                                                            | 1999年2月16日 環食      | 145 法国的日全食 | 1999年8月11日 全食       |        |
| 150                                                            | 2000年2月5日 偏食（南） | 155              | 2000年7月31日 偏食（北） |        |
| 註：2000年7月1日和2000年12月25日的日偏食屬於下一組交點年系列。 |                         |                  |                          |        |

### 沙羅周期
沙羅週期長度為18年11天。本次日食屬於沙羅週期130，共包含73次日食，依次為1096年8月20日至1457年3月25日的21次日偏食、1475年4月5日至2232年7月18日的43次日全食、2250年7月30日至2394年10月25日的9次日偏食，總共歷時1298.17年。其中最長的全食發生於1619年7月11日，共持續了6分41秒。
下表列舉了1901年至2100年間發生的屬於該周期的日食，是第46至56次：
| 46            | 47            | 48            |
| ------------- | ------------- | ------------- |
| 1908年1月3日  | 1926年1月14日 | 1944年1月25日 |
| 49            | 50            | 51            |
| 1962年2月5日  | 1980年2月16日 | 1998年2月26日 |
| 52            | 53            | 54            |
| 2016年3月9日  | 2034年3月20日 | 2052年3月30日 |
| 55            | 56            |               |
| 2070年4月11日 | 2088年4月21日 |               |

## 資料來源
1. ↑  樊忠玉. . 中国天文科普网.   [2016-01-19]. （原始内容存档于2014-09-17）.
2. 1 2  Fred Espenak. . NASA Eclipse Web Site.   [2016-01-19]. （原始内容存档于2020-10-17）.（英文）
3. ↑  Fred Espenak. . NASA Eclipse Web Site.   [2016-01-19]. （原始内容存档于2020-10-20）.（英文）
4. ↑  Xavier M. Jubier. .   [2016-01-19]. （原始内容存档于2019-06-06）.（法文）（英文）
5. ↑  Fred Espenak. . NASA Eclipse Web Site.   [2016-01-19]. （原始内容存档于2008-08-29）.（英文）
6. 1 2  . Williams College.   [2016-01-23]. （原始内容存档于2016-10-26）.（英文）
7. ↑  Fred Espenak. .   [2016-01-23]. （原始内容存档于2014-02-16）.（英文）
8. ↑  Paul Maley. . Eclipse Tours.   [2016-01-23]. （原始内容存档于2016-01-22）.（英文）
9. ↑  Fred Espenak. . NASA Eclipse Web Site.（英文）

## 外部連結
- NASA日食專頁（页面存档备份，存于）（英文）
- 可見區域圖和時間統計：由弗雷德·埃斯佩纳克（英语：Fred Espenak）做出的日食預報，NASA/GSFC
  - Google互動地圖呈現的日食範圍
  - 貝塞爾元素
- Google地圖顯示的日全食和日偏食範圍（页面存档备份，存于）（法文）（英文）

圖片：
- 1954-2008年歷次日全食的日冕（页面存档备份，存于），本次拍攝於委內瑞拉马拉开波（法文）（英文）
- 日食：合成圖（页面存档备份，存于），1998年2月27日每日一天文圖，由拍攝於阿鲁巴的日全食時的日冕和太陽和太陽圈探測器上的超紫外成像望遠鏡（英语：Extreme ultraviolet Imaging Telescope）拍攝的太阳表面圖合成而得（英文）
- 委內瑞拉的照片（页面存档备份，存于）（英文）
- 阿魯巴的照片（页面存档备份，存于）（英文）
- 委內瑞拉的日全食（页面存档备份，存于），位於蓬托菲霍附近（英文）

| \| \| 日食 \|                            |                              |                                           |
| 上一次日食： 1997年9月2日日食 （日偏食） | 1998年2月26日日食 （日全食） | 下一次日食： 1998年8月22日日食 （日環食） |
| 上一次日全食： 1997年3月9日日食          | 1998年2月26日日食 （日全食） | 下一次日全食： 1999年8月11日日食          |
|                                          | 日食                         |                                           |